# テイト・マクダーモット
テイト・マクダーモット（Tate McDermott、1998年9月18日 - ）は、スーパーラグビー・パシフィックレッズに所属するラグビーユニオン選手。

## プロフィール
- オーストラリア・バンダバーグ出身[1]。
- ポジションはスクラムハーフ(SH)。
- 身長 179cm、体重 82kg
- U20オーストラリア代表に選ばれたことがある[2]。
- 7人制オーストラリア代表に選ばれたことがある。
- オーストラリア代表キャップは25（2023年8月現在）でラグビーワールドカップ2023のオーストラリア代表に選ばれた[3]。

## 略歴
クイーンズランド・カントリーを経て、2018年、レッズに加入。